# Kalinin K-3
Die Kalinin K-3 (russisch Калинин К-3) des Konstrukteurs Konstantin Kalinin war das erste sowjetische Sanitätsflugzeug. Aufgrund der Erfahrung mit der K-2 wurde unter Zugrundelegung gleicher Konstruktionsziele, jedoch mit den Konstruktionselementen der K-1, eine Weiterentwicklung mit dem BMW-IV-Motor geschaffen. Dieses Flugzeug wurde im Gegensatz zur K-2 wieder in Gemischtbauweise angefertigt, besaß aber deren BMW IV mit einer festen Zweiblatt-Holzluftschraube als Antrieb.

## Geschichte
In der Ausführung als Sanitätsflugzeug konnten entweder vier sitzende Passagiere oder ein sitzender Passagier (begleitender Arzt) und zwei Krankentragen in speziellen Halterungen übereinander transportiert werden. Die technische Einrichtung wurde von A. F. Lingart, dem Vater der sowjetischen Sanitätsfliegerei, entwickelt. An der Backbordseite befand sich eine große Luke, die es ermöglichte, die Krankentragen bequem und schnell zu verladen bzw. herauszubringen. Der Umbau zum Sanitätsflugzeug erfolgte im Jahre 1926. Der Serienbau begann 1927. Aus diesem Typ wurde das Verkehrsflugzeug K-4 entwickelt.

## Konstruktion
Der um einige Zentimeter verlängerte Rumpf bestand aus einem geschweißten Stahlrohrgerüst und war bis zum hinteren Kabinenende mit Leichtmetallblechen aus Koltschug-Aluminium verkleidet. Das restliche Rumpfheckteil war mit Stoff bespannt. Die Kabine für Pilot und Passagiere wurde in geschlossener Ausführung gefertigt.
Die Flächenkonstruktion war als Schulterdecker ausgeführt. Das Flügelmittelstück wurde in Stahlrohrbauweise gefertigt und mit dem Rumpf verschweißt. Die Verkleidung erfolgte mit Sperrholz. Die Tragflächen wurden wie bei der K-2 ab den äußeren Kanten des Flächenmittelstückes zum unteren Teil des Rumpfkörpers abgestrebt. Die beiden Außenflügel waren in Holzbauweise gefertigt und mit Stoff bespannt. Das elliptisch geformte Höhenleitwerk war, in Holzbauweise gefertigt und mit einer Stoffbespannung versehen, zum Rumpf abgestrebt. Das Seitenleitwerk war eine Stahlrohrkonstruktion mit Stoffbespannung. Das Flugzeug besaß ein festes Fahrwerk mit einer Einzelradaufhängung. Am Heck des Rumpfes befand sich ein gefederter Hecksporn.

## Technische Daten
| Kenngröße             | Daten                                                                                             |
| --------------------- | ------------------------------------------------------------------------------------------------- |
| Besatzung             | 1                                                                                                 |
| Passagiere            | 3–4                                                                                               |
| Länge                 | 11,25 m                                                                                           |
| Spannweite            | 16,76 m                                                                                           |
| Flügelfläche          | 40,00 m²                                                                                          |
| Flügelstreckung       | 7                                                                                                 |
| Flächenbelastung      | 57,5 kg/m²                                                                                        |
| Leistungsbelastung    | 9,6 kg/PS                                                                                         |
| Rüstmasse             | 1560 kg                                                                                           |
| Zuladung              | 740 kg                                                                                            |
| Startmasse            | 2300 kg                                                                                           |
| Triebwerk             | ein flüssigkeitsgekühlter Sechszylinder-Reihenmotor BMW IV mit starrer Zweiblatt-Holzluftschraube |
| Leistung              | 176 kW (ca. 240 PS)                                                                               |
| Kraftstoffvolumen     | 265 kg                                                                                            |
| Höchstgeschwindigkeit | 170 km/h                                                                                          |
| Reisegeschwindigkeit  | 140 km/h (wirtschaftlich)                                                                         |
| Landegeschwindigkeit  | 75 km/h                                                                                           |
| Steiggeschwindigkeit  | 1,5 m/s                                                                                           |
| Dienstgipfelhöhe      | 3880 m                                                                                            |
| max. Reichweite       | 730 km                                                                                            |
| Startrollstrecke      | 250 m                                                                                             |
| Landerollstrecke      | 200 m                                                                                             |